# XVII Premis de la Crítica de les Arts Escèniques
La dissetena edició dels Premis de la Crítica de les Arts Escèniques va correspondre a l'any 2014. El lliurament dels premis va tenir lloc a l'Antiga Fàbrica Estrella Damm de Barcelona, el 23 de març de 2015.
En aquesta nova etapa, els Premis de la Crítica van deixar de valorar temporades escèniques senceres (setembre-juliol) i van passar a lliurar-se per anys naturals (gener-desembre). Per tant, les obres premiades podien formar part de dues temporades diferents (la ja finalitzada 2013-2014 i l'encara vigent 2014-2015). Una altra novetat d'aquesta etapa va ser la inclusió de tres finalistes per a cada categoria que eren anunciats dies abans del lliurament dels premis. També es crearen, per primera vegada, els Premis de la Crítica de Dansa (amb les categories de millor espectacle nacional i internacional) i els Premis de la Crítica de Teatre Familiar (amb la categoria única de millor espectacle).
Pel que fa als premis de teatre, aquesta edició va ser la primera en incloure les categories de noves tendències, millor disseny de vídeo, millor espai sonor i millor sala. Els premis d'interpretació es van dividir en les categories de millor actor o actriu principal i millor actor o actriu de repartiment i, a diferència de les edicions anteriors, ara només designaven un sol guanyador per a cada categoria. El premi a la millor dramatúrgia, instaurat el 2008, a l'etapa anterior, s'amplià per incloure la millor adaptació i el premi a la millor escenografia va passar a denominar-se premi al millor espai escènic, nom que ja havia dut durant un breu període, el 1992 i el 1993, a la IV i V edicions dels premis.

## II Premi Gonzalo Pérez de Olaguer
- Montse Amenòs, per la seva trajectòria com a escenògrafa i figurinista i per la seva rellevant aportació a l'estètica del teatre català a través de les seves creacions.

## XVII Premis de la Crítica de Teatre
| Categoria | Persona                                            | Obra | Autoria                                    | Direcció                                                                                | Teatre |
| --- | -------------------------------------------------- | --- | ------------------------------------------ | --------------------------------------------------------------------------------------- | ------ |
| Millor espectacle |                                                    | |                                            |                                                                                         |        |
| - | L'orfe del clan dels Zhao                          | Marc Artigau, Oriol Broggi i Cia. La Perla 29, a partir de la peça homònima de Ji Junxiang                                                                                             | Oriol Broggi                               | Teatre Romea                                                                            |        |
| - | Informe per a una acadèmia                         | Franz Kafka i Gatcapat SL | Xavier Ricart i Ivan Benet                 | Teatre de Salt (Temporada Alta 2013) i Teatre Lliure                                    |        |
| - | Traduccions/Translations                           | Brian Friel i Cia. La Perla 29 | Ferran Utzet                               | Biblioteca de Catalunya                                                                 |        |
| Millor espectacle internacional |                                                    | |                                            |                                                                                         |        |
| - | Ubu Roi                                            | Alfred Jarry i Cia. Cheek by Jowl | Declan Donnellan                           | Teatre Lliure (Grec 14)                                                                 |        |
| - | La gavina                                          | Anton Txèkhov, Cia. OKT i Vilnius City Theater | Oskaras Koršunovas                         | El Canal de Salt (Temporada Alta 2014)                                                  |        |
| - | The Fountainhead                                   | Peter van Kraaij, Koen Tachelet i Toneelgroep Amsterdam, a partir de la novel·la homònima d'Ayn Rand                                                                                   | Ivo van Hove                               | Teatre Lliure (Grec 14)                                                                 |        |
| Millor musical |                                                    | |                                            |                                                                                         |        |
| - | Per sobre de totes les coses (Bare: una òpera-pop) | Jon Hartmere, Damon Intrabartolo i Cia. Madam Teatre | Daniel Anglès                              | TGB                                                                                     |        |
| - | La Gran Duquessa de Gerolstein                     | Jacques Offenbach, Henri Meilhac, Ludovic Halévy i Cia. Bratislava | Víctor Álvaro i Ferran Martínez Palou      | TGB                                                                                     |        |
| - | Mares i filles                                     | David Pintó i Clara Peya | David Pintó i Clara Peya                   | Círcol Maldà                                                                            |        |
| Premi a les noves tendències |                                                    | |                                            |                                                                                         |        |
| - | A House in Asia                                    | Creació col·lectiva de l'Agrupación Señor Serrano | Agrupación Señor Serrano                   | Mercat de les Flors (Grec 14)                                                           |        |
| - | Montaldo                                           | Ernesto Collado i Fundación Collado - Van Hoestenberghe | Ernesto Collado                            | CCCB (Grec 13) i La Seca - Espai Brossa                                                 |        |
| - | Numax-Fagor-Plus                                   | Roger Bernat, Roberto Fratini, Pablo González Morandi, Cia.FFF i Elèctrica Produccions, a partir de la pel·lícula Numax, presenta de Joaquim Jordà                                     | Roger Bernat, Txalo Toloza i Helena Febrés | KunstenFestivalDesArts de Brussel·les 2014 i Museu d'Arqueologia de Catalunya (Grec 14) |        |
| Millor direcció |                                                    | |                                            |                                                                                         |        |
| Oriol Broggi | L'orfe del clan dels Zhao                          | Marc Artigau, Oriol Broggi i Cia. La Perla 29, a partir de la peça homònima de Ji Junxiang                                                                                             | -                                          | Teatre Romea                                                                            |        |
| Xicu Masó | L'encarregat                                       | Harold Pinter | -                                          | Teatre Lliure                                                                           |        |
| Ferran Utzet | Traduccions/Translations                           | Brian Friel i Cia. La Perla 29 | -                                          | Biblioteca de Catalunya                                                                 |        |
| Millor actriu principal |                                                    | |                                            |                                                                                         |        |
| Rosa Renom | El president                                       | Thomas Bernhard | Carme Portaceli                            | TNC                                                                                     |        |
| Carme Elias | Al galop                                           | Mark Hampton i Mary Louise Wilson | Guido Torlonia                             | Teatre Akadèmia                                                                         |        |
| Carlota Olcina | Pulmons                                            | Duncan Macmillan i Sixto Paz Produccions | Marilia Samper                             | Sala Beckett                                                                            |        |
| Millor actor principal |                                                    | |                                            |                                                                                         |        |
| Ivan Benet | Informe per a una acadèmia                         | Franz Kafka i Gatcapat SL | Xavier Ricart i Ivan Benet                 | Teatre de Salt (Temporada Alta 2013) i Teatre Lliure                                    |        |
| Lluís Homar | Terra baixa                                        | Pau Miró, Lluís Homar i El Canal-Centre d'Arts Escèniques de Salt-Girona, a partir de l'obra homònima d'Àngel Guimerà                                                                  | Pau Miró                                   | La Sala d'Argentona, Teatre Municipal de Girona (Temporada Alta 2014) i Teatre Borràs   |        |
| Julio Manrique | L'orfe del clan dels Zhao                          | Marc Artigau, Oriol Broggi i Cia. La Perla 29, a partir de la peça homònima de Ji Junxiang                                                                                             | Oriol Broggi                               | Teatre Romea                                                                            |        |
| Julio Manrique | Timó d'Atenes                                      | Sergi Pompermayer i Cia. La Brutal, a partir de l'obra homònima deWilliam Shakespeare                                                                                                  | David Selvas                               | Atlàntida de Vic i Biblioteca de Catalunya (XI Festival Shakespeare)                    |        |
| Millor actriu de repartiment |                                                    | |                                            |                                                                                         |        |
| Mercè Arànega | Doña Rosita la Soltera o el lenguaje de las flores | Federico García Lorca | Joan Ollé                                  | TNC                                                                                     |        |
| Jenny Beacraft | Traduccions/Translations                           | Brian Friel i Cia. La Perla 29 | Ferran Utzet                               | Biblioteca de Catalunya                                                                 |        |
| Anna Moliner | Liceistes i cruzados                               | Serafí Pitarra (Frederic Soler) | Jordi Prat i Coll                          | TNC                                                                                     |        |
| Millor actor de repartiment |                                                    | |                                            |                                                                                         |        |
| Oriol Genís | Doña Rosita la Soltera o el lenguaje de las flores | Federico García Lorca | Joan Ollé                                  | TNC                                                                                     |        |
| Borja Espinosa | L'orfe del clan dels Zhao                          | Marc Artigau, Oriol Broggi i Cia. La Perla 29, a partir de la peça homònima de Ji Junxiang                                                                                             | Oriol Broggi                               | Teatre Romea                                                                            |        |
| Albert Prat | Traduccions/Translations                           | Brian Friel i Cia. La Perla 29 | Ferran Utzet                               | Biblioteca de Catalunya                                                                 |        |
| Millor text |                                                    | |                                            |                                                                                         |        |
| Llàtzer Garcia | La pols                                            | Llàtzer Garcia, Cia. Arcàdia, Flyhard Produccions i Nau Ivanow | Llàtzer Garcia                             | Sala Flyhard i La Villarroel                                                            |        |
| Clàudia Cedó | Tortugues: la desacceleració de les partícules     | Clàudia Cedó i Flyhard Produccions | Clàudia Cedó                               | Sala Flyhard                                                                            |        |
| Marc Artigau | Un mosquit petit                                   | Marc Artigau | Marc Artigau                               | TNC i Almeria Teatre                                                                    |        |
| Millor dramatúrgia o adaptació |                                                    | |                                            |                                                                                         |        |
| Marc Artigau i Oriol Broggi | L'orfe del clan dels Zhao                          | Adaptació de la peça homònima de Ji Junxiang | Oriol Broggi                               | Teatre Romea                                                                            |        |
| Pau Miró | Terra Baixa                                        | Adaptació de l'obra homònima d'Àngel Guimerà | Pau Miró                                   | La Sala d'Argentona,Teatre Municipal de Girona (Temporada Alta 2014) i Teatre Borràs    |        |
| Oriol Tarrasón | Vània                                              | Adaptació de L'oncle Vània d'Anton Txèkhov | Oriol Tarrasón                             | Teatre Lliure                                                                           |        |
| Millor espai escènic |                                                    | |                                            |                                                                                         |        |
| Jordi Queralt | Informe per a una acadèmia                         | Franz Kafka i Gatcapat SL | Xavier Ricart i Ivan Benet                 | Teatre de Salt (Temporada Alta 2013) i Teatre Lliure                                    |        |
| Sebastià Brosa | Doña Rosita la Soltera o el lenguaje de las flores | Federico García Lorca | Joan Ollé                                  | TNC                                                                                     |        |
| Oriol Broggi | L'orfe del clan dels Zhao                          | Marc Artigau, Oriol Broggi i Cia. La Perla 29, a partir de la peça homònima de Ji Junxiang                                                                                             | Oriol Broggi                               | Teatre Romea                                                                            |        |
| Millor vestuari |                                                    | |                                            |                                                                                         |        |
| Míriam Compte | Doña Rosita la Soltera o el lenguaje de las flores | Federico García Lorca | Joan Ollé                                  | TNC                                                                                     |        |
| Berta Riera | L'orfe del clan dels Zhao                          | Marc Artigau, Oriol Broggi i Cia. La Perla 29, a partir de la peça homònima de Ji Junxiang                                                                                             | Oriol Broggi                               | Teatre Romea                                                                            |        |
| Franca Squarciapino | El joc de l'amor i de l'atzar                      | Pierre de Marivaux | Josep Maria Flotats                        | TNC                                                                                     |        |
| Millor il·luminació |                                                    | |                                            |                                                                                         |        |
| Lionel Spycher | Doña Rosita la Soltera o el lenguaje de las flores | Federico García Lorca | Joan Ollé                                  | TNC                                                                                     |        |
| Albert Faura | El joc de l'amor i de l'atzar                      | Pierre de Marivaux | Josep Maria Flotats                        | TNC                                                                                     |        |
| Kiko Planas | Els dies feliços                                   | Samuel Beckett | Sergi Belbel                               | Teatre Lliure                                                                           |        |
| Millor disseny de vídeo |                                                    | |                                            |                                                                                         |        |
| Miguel Ángel Raió | Desde Berlín. Tributo a Lou Reed                   | Juan Villoro, Juan Cavestany, Pau Miró i Grup Focus, a partir de l'àlbum musical Berlin de Lou Reed                                                                                    | Andrés Lima                                | Teatre Romea                                                                            |        |
| Cisco Isern | Cels                                               | Wajdi Mouawad i Cia. La Perla 29 | Oriol Broggi                               | Biblioteca de Catalunya                                                                 |        |
| Joan Rodón i Emilio Valenzuela | Mar i cel                                          | Xavier Bru de Sala, Albert Guinovart i Cia. Dagoll Dagom, a partir de l'obra homònima d'Àngel Guimerà (Tercera revisió i reestrena del muntatge original de 1988)                      | Joan Lluís Bozzo i Joan Vives              | Teatre Victòria                                                                         |        |
| Millor espai sonor |                                                    | |                                            |                                                                                         |        |
| Jaume Manresa | Desde Berlín. Tributo a Lou Reed                   | Juan Villoro, Juan Cavestany, Pau Miró i Grup Focus, a partir de l'àlbum musical Berlin de Lou Reed                                                                                    | Andrés Lima                                | Teatre Romea                                                                            |        |
| Pepe Bel | Shakespeare on the beat                            | Moisès Maicas, Anna Soler Horta, Marta Pera, Miquel Ripeu, Mario Nieto (DJ Code), Pau Marfà (Fatkut) i Factea Produccions, a partir dEl somni d'una nit d'estiu de William Shakespeare | Moisès Maicas                              | CCCB (Grec 14)                                                                          |        |
| Roc Mateu | Mar i cel                                          | Xavier Bru de Sala, Albert Guinovart i Cia. Dagoll Dagom, a partir de l'obra homònima d'Àngel Guimerà (Tercera revisió i reestrena del muntatge original de 1988)                      | Joan Lluís Bozzo i Joan Vives              | Teatre Victòria                                                                         |        |
| Premi Revelació |                                                    | |                                            |                                                                                         |        |
| Adrià Díaz, Sergio Freijo, Marc Naya i Junyi Sun | Kyla (Fredor)                                      | Lars Norén | Adrian Devant                              | Versus Teatre                                                                           |        |
| Clàudia Cedó | Tortugues: la desacceleració de les partícules     | Clàudia Cedó i Flyhard Produccions | Clàudia Cedó                               | Sala Flyhard                                                                            |        |
| Oriol Pla | Jo mai                                             | Iván Morales, Anna Alarcón, Cia. Prisamata, Bitò Produccions i Centre d'Arts Escèniques de Terrassa (CAET)                                                                             | Iván Morales                               | CCCB (Grec 13), Teatre Municipal de Girona (Temporada Alta 2013) i Teatre Lliure        |        |
| Millor Sala |                                                    | |                                            |                                                                                         |        |
| Sala Flyhard |                                                    | |                                            |                                                                                         |        |
| Círcol Maldà |                                                    | |                                            |                                                                                         |        |
| Biblioteca de Catalunya i Cia. La Perla 29 |                                                    | |                                            |                                                                                         |        |
| Jurat de Teatre |                                                    | |                                            |                                                                                         |        |
| Joan Anton Benach, Jordi Bordes, Sergi Doria, Santi Fondevila, César López Rossell, Iolanda G. Madariaga, Juan Carlos Olivares, Ramon Oliver, Xavi Pardo, María José Ragué i Andreu Sotorra |                                                    | |                                            |                                                                                         |        |

## I Premis de la Crítica de Dansa
| Categoria                                                                 | Persona     | Obra                                                                        | Autoria                           | Direcció                                                     | Teatre |
| ------------------------------------------------------------------------- | ----------- | --------------------------------------------------------------------------- | --------------------------------- | ------------------------------------------------------------ | ------ |
| Millor espectacle nacional                                                |             |                                                                             |                                   |                                                              |        |
| -                                                                         | Lo real     | Israel Galván, Pedro G. Romero i Txiki Berraondo                            | Pedro G. Romero i Txiki Berraondo | Teatro Real i Mercat de les Flors                            |        |
| -                                                                         | Nippon-Koku | Marcos Morau, Pablo Gisbert, Cia. La Veronal i Compañía Nacional de Danza   | Marcos Morau i Cia. La Veronal    | Naves del Español - Matadero de Madrid i Mercat de les Flors |        |
| -                                                                         | Torobaka    | Akram Khan, Israel Galván, Khan Chaudhry Productions i A Negro Producciones | Akram Khan i Israel Galván        | Mercat de les Flors                                          |        |
| Millor espectacle internacional                                           |             |                                                                             |                                   |                                                              |        |
| -                                                                         | Vader       | Cia. Peeping Tom, Franck Chartier i Gabriela Carrizo                        | Franck Chartier                   | Mercat de les Flors (Grec 14)                                |        |
| -                                                                         | Sun         | Hofesh Shechter Company                                                     | Hofesh Shechter                   | Teatre Grec (Grec 14)                                        |        |
| -                                                                         | Tauerbach   | Münchner Kammerspiele i Cia. Les ballets C de la B                          | Alain Platel                      | Teatre Lliure (Grec 14)                                      |        |
| Jurat de Dansa                                                            |             |                                                                             |                                   |                                                              |        |
| Carmen del Val, Sara Esteller, Montse Otzet, Bàrbara Raubert i Jordi Sora |             |                                                                             |                                   |                                                              |        |

## I Premi de la Crítica de Teatre Familiar
| Categoria | Persona          | Obra | Autoria                    | Direcció | Teatre |
| --- | ---------------- | --- | -------------------------- | --- | ------ |
| Millor espectacle familiar                                                                                           |                  | |                            | |        |
| - | L'endrapasomnis  | Jordi Palet, Cia. Teatre al detall i La Tresca i la Verdesca, a partir del conte homònim de Michael Ende        | Joan Maria Segura Bernadas | Teatre Municipal l'Ateneu d'Igualada (Mostra d'Igualada 2014), SAT! i 26a Fira de Teatre de Titelles de Lleida |        |
| - | El Petit Príncep | Àngel Llàcer, Manu Guix, Marc Artigau i Cia. La Perla 29, a partir del conte homònim d'Antoine de Saint-Exupéry | Àngel Llàcer i Manu Guix   | BARTS |        |
| - | Dot              | Juan Pablo Mendiola i Cia. Maduixa Teatre, a partir de l'univers artístic de Sol LeWitt                         | Juan Pablo Mendiola        | Mercat de les Flors (Grec 14)                                                                                  |        |
| Jurat Familiar |                  | |                            | |        |
| Ferran Baile, Jordi Bordes, Núria Cañamares, Víctor Giralt, Iolanda G. Madariaga, Andreu Sotorra i Josep M. Viaplana |                  | |                            | |        |